# Grand Island (Nebraska)
Grand Island város az USA Nebraska államában, Hall megyében, melynek megyeszékhelye is Lakosainak száma 53 131 fő (2020. április 1.).
Létrejöttét az első transzkontinentális vasútvonalnak köszönheti.

## Népesség
A település népességének változása:

| 2010 | 48 520 |
| 2020 | 53 131 |